# Dardanellia

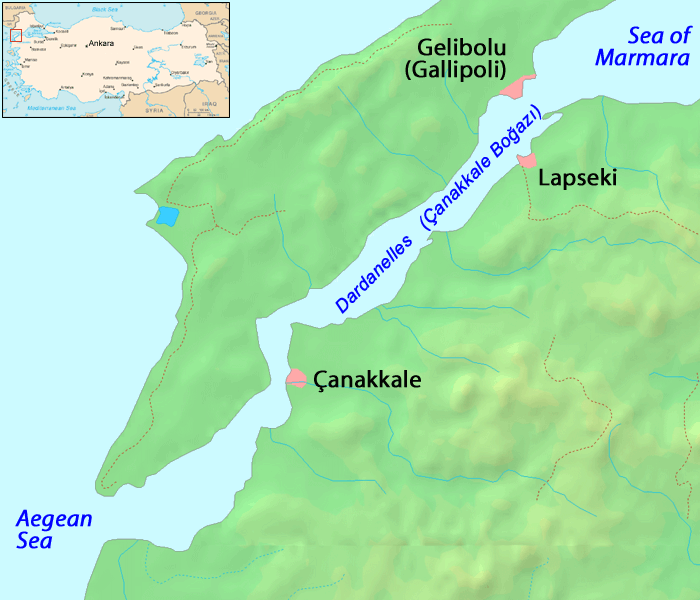
Dardanelles, một eo biển dài và hẹp chia cắt bán đảo Bancăng dọc theo bán đảo Kallipoli từ lục địa châu Á.

Bản đồ chỉ vị trí của eo biển Dardanelles (vàng) với eo biển Bosphorus (đỏ) và biển Marmara.

Dardanellia (tiếng Hy Lạp: Δαρδανέλλια) là tên tiếng Hy Lạp của eo biển Dardanelles (tiếng Thổ Nhĩ Kỳ: Çanakkale Boğazı,), từng được biết đến là Hellespontos (tiếng Hy Lạp: Ελλήσποντος, Ellispontos có nghĩa nôm na "Biển của Helle") là một eo biển hẹp ở tây bắc Thổ Nhĩ Kỳ kết nối biển Aegea với biển Marmara. Đây là một trong các eo biển Thổ Nhĩ Kỳ, cùng với Bosporus. Eo biển này có chiều dài 61 km (38 mi) và có chiều rộng 1,2 tới 6 km (0.75 to 4 dặm), độ sâu trung bình là 55 mét (180 ft) và độ sâu tối đa là 82 mét (300 ft).
Giống như Bosphoros, eo biển này chia cắt châu Âu với lục địa châu Á. Eo biển Dardanéllia là một đường hàng hải quốc tế, cùng với Bosphoros, chia cắt biển Đen với Địa Trung Hải.
Một cây cầu đã từng được dự kiến xây bắc qua eo biển Dardanéllia tại điểm hẹp nhất của nó, nối liền quận Saricay của thành phố Çanakkale với Kilitbahir. Tuy nhiên dự án đã bị đình chỉ.

## Tên gọi
Tên tiếng Thổ Nhị Kỳ của eo biển này là "eo Çanakkale" (Çanakkale Boğazı), đặt theo tên của thành phố Çanakkale nằm tại khu vực này.
Cái tên Dardanéllia hay Dardanelles bắt nguồn từ tên gọi của thành phố cổ Dardania, một địa danh nằm trên bán đảo Tiểu Á có tên đặt theo tên của Dardanos, con trai của Zeus and Electra. Dardanéllia cũng là một tên gọi của Çanakkale trong thời gian Çanakkale nằm dưới sự kiểm soát của đế quốc Đông La Mã.
Cái tên tiếng Hy Lạp Hellespontos hay Ellispontos (Ἑλλήσποντος) mang nghĩa là "Biển của Helle", đặt theo tên của Helle, con gái của Athamas. Helle đã chết đuối tại nơi này vì bị rơi từ lưng của con cừu vàng xuống eo biển.

## Liên kết
- Pictures of the city of Çanakkale
- Canakkale Onsekiz Mart University
- Map of Hellespont
- Livius.org: Hellespont Lưu trữ ngày 26 tháng 7 năm 2010 tại Wayback Machine

monuments and memorials of the gallipoli campaign along the Dardanelles  Lưu trữ ngày 26 tháng 7 năm 2011 tại Wayback Machine